# مردم گوجر
گوجر یک گروه قومی کشاورز در هند، پاکستان و تعداد کمی در شمال شرق افغانستان است. زبان بومی گوجرها زبان گوجری است و از ادیان هندوئیسم، اسلام و سیک پیروی می‌کنند.

## نگارخانه

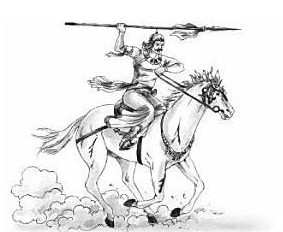
جنگجوی گوجر
مرد گوجرمرد گوجر
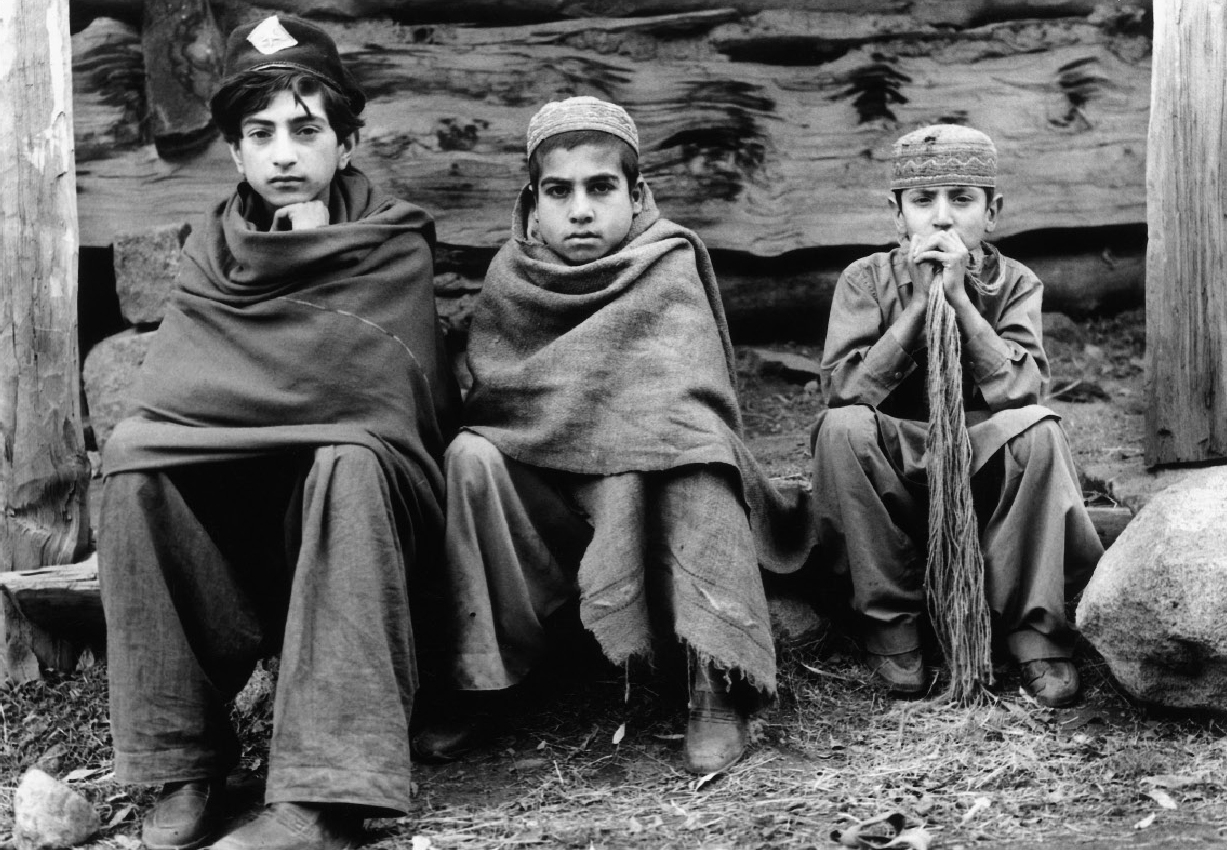
پسران گوجر در افغانستان